# Distretto di Rohrbach
Il distretto di Rohrbach (in tedesco: Bezirk Rohrbach) è uno dei distretti dello stato austriaco dell'Alta Austria.

## Geografia antropica

### Città
1. Rohrbach-Berg (2.356)

### Comuni mercato
1. Aigen-Schlägl (3.144)
2. Altenfelden (2.238)
3. Haslach an der Mühl (2.580)
4. Hofkirchen im Mühlkreis (1.441)
5. Kollerschlag (1.533)
6. Lembach im Mühlkreis (1.536)
7. Neufelden (1.245)
8. Niederwaldkirchen (1.796)
9. Oberkappel (764)
10. Peilstein im Mühlviertel (1.677)
11. Putzleinsdorf (1.585)
12. Sankt Martin im Mühlkreis (3.601)
13. Sankt Peter am Wimberg (1.770)
14. Sarleinsbach (2.364)
15. Ulrichsberg (3.073)

### Comuni
1. Afiesl (425)
2. Ahorn (496)
3. Arnreit (1.105)
4. Atzesberg (526)
5. Auberg (535)
6. Berg bei Rohrbach (2.686)
7. Helfenberg (1.058)
8. Hörbich (439)
9. Julbach (1.656)
10. Kirchberg ob der Donau (1.130)
11. Klaffer am Hochficht (1.340)
12. Kleinzell im Mühlkreis (1.394)
13. Lichtenau im Mühlkreis (567)
14. Nebelberg (643)
15. Neustift im Mühlkreis (1.496)
16. Niederkappel (1.041)
17. Oepping (1.640)
18. Pfarrkirchen im Mühlkreis (1.556)
19. Sankt Johann am Wimberg (1.018)
20. Sankt Oswald bei Haslach (569)
21. Sankt Stefan am Walde (844)
22. Sankt Ulrich im Mühlkreis (602)
23. Sankt Veit im Mühlkreis (1.151)
24. Schönegg (555)
25. Schwarzenberg am Böhmerwald (695)

(Popolazione al 15 maggio 2001)